# Cellana sandwicensis
Cellana sandwicensis är en snäckart som först beskrevs av William Harper Pease 1861.  Cellana sandwicensis ingår i släktet Cellana och familjen Nacellidae. Inga underarter finns listade i Catalogue of Life.

## Bildgalleri

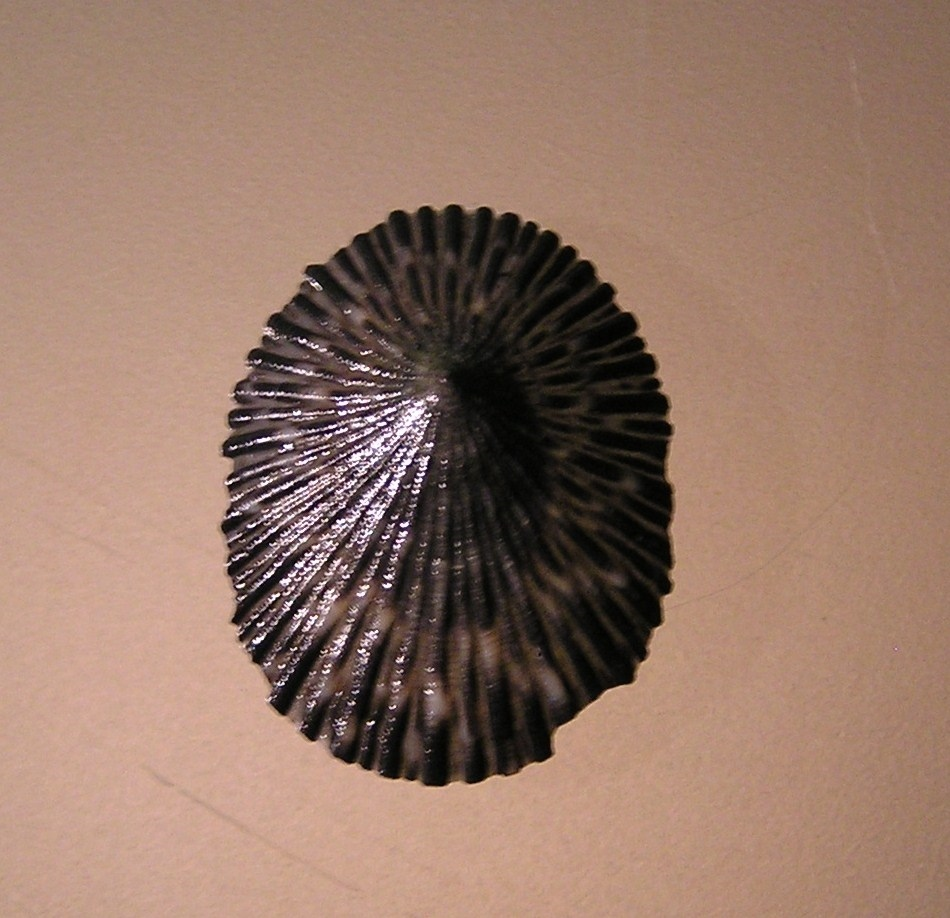
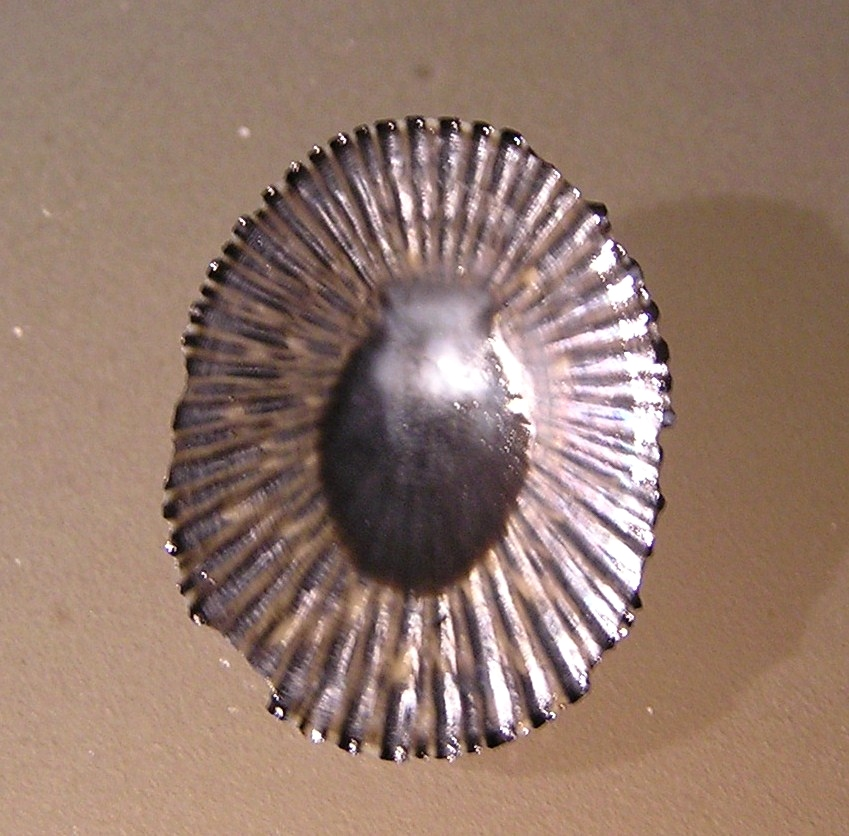